# 닉툰스 (미국)
닉툰스(영어: Nicktoons)는 미국의 디지털 케이블 및 위성 채널이다. 현재 MTV 네트워크 & 키즈 패밀리 그룹이 소유하고 있다. 자매 채널로는 부메랑과 디즈니 XD가 있다.

## 같이 보기
- 니켈로디언
- 닉 주니어
- 틴 닉
- 니켈로디언 애니메이션 스튜디오